# Pim Lambeau
Marcella Ursula Philippina (Pim) Lambeau (Sint-Stevens-Woluwe, 22 oktober 1928) is een Belgische actrice die in 1963 naar het Nederlandse Arnhem migreerde en er een veelgevraagde actrice werd en acteerlessen gaf. In België was zij de eerste vrouwelijke omroepster, wat men in die tijd een "speakerin" noemde.

## Biografie
Lambeau wist al sinds haar lagere school dat ze actrice wou worden nadat een juffrouw haar zei "Jij hebt een rauwe stem, jij gaat liedjes zingen tijdens onze kerstviering". Ze deed wat haar werd opgedragen en kreeg een ongelooflijk gevoel; vanaf toen wist Lambeau "ik moet actrice worden". Lambeau studeerde aan de toneelschool in Brussel en na de oorlog in 1953 startte ze haar carrière als televisie omroepster voor de toenmalige Vlaamse televisiezender NIR, waarna ze ook Vlaamse actrice werd.
In 1963 bracht de liefde haar naar Arnhem en verliet ze België voor een man, ook acteur. Deze relatie bleef niet duren maar ze is wel in Arnhem blijven plakken. Ze zei hierover "Een mooie stad, omringd door prachtige natuur en de mensen bleken hier veel opener dan in België".
Om opnieuw haar naam en faam op te bouwen had ze best naar Amsterdam verhuisd, maar de castingbureaus wisten Lambeau toch te vinden. Haar carrière als Arnhemse actrice kon beginnen en daarnaast werd ze ook lerares om haar acteertalenten aan andere door te geven. Als actrice was ze onder andere te zien in de series als Medisch Centrum West, Vrouwenvleugel en speelde ze "Sarah Winsbrugge Hennegouwen" in Het Huis Anubis.

## Filmografie
- 1962: Zanzibar - als Nelly
- 1983: De witte waan - als moeder van Lazlo
- 1989: Medisch Centrum West - als  Trudi Meeuwissen
- 1992: Recht voor z'n Raab - als Mevrouw Stocking
- 1993-1995: Vrouwenvleugel - als  Lies Claus
- 1994: Onderweg naar Morgen- als Anna Donkers
- 1995: Tegen wil en dank - als Mevrouw Olieslager
- 1997: Fort Alpha - als Mevrouw Oosterhuis
- 1997: Zonnetje in huis, aflevering de fatsoenlijke vrouw (de rijke weduwe)
- 1998: Madelief, krassen in het tafelblad - als Tante Ant
- 1998-1999: Oud Geld - als Mietje
- 2000: Kees & Co - als Vrouw in de bus
- 2001: De middeleeuwen
- 2003: Van God Los - als Mevr. van de Velde
- 2003: De Passievrucht - als Mevrouw de Bruin
- 2005: Hotnews.nl - als Mevrouw Heuwekemeijer
- 2006: Van Speijk - als Mevrouw Hartekamp
- 2006-2009: Het Huis Anubis - als Sarah Winsbrugge-Hennegouwen
- 2007: De Avondboot - als werkster
- 2008: TBS - als oma
- 2009: De co-assistent - als Annette Hartkamp-Verwoerd (Afl. De laatste dans)
- 2013: Malaika - als Mw. Mouw
- 2015-2016: Zwarte Tulp - als Roos Vonk
- 2018: Bon Bini Holland 2 - als Mrs. Goldschmeding